# Wolfgang Hildesheimer
Wolfgang Hildesheimer (Amburgo, 9 dicembre 1916 – Poschiavo, 21 agosto 1991) è stato uno scrittore e pittore tedesco di origine ebraica.
Conosciuti sono soprattutto i suoi drammi e testi per la radio.

## Biografia
Wolfgang Hildesheimer nacque ad Amburgo dove trascorse la sua infanzia, da genitori ebrei. Nel 1933 emigra in Palestina con la sua famiglia, dopo aver terminato la scuola in Inghilterra. Lì fu apprendista falegname. Allo stesso tempo prese lezioni di disegno tecnico, progettazione di mobili e architettura d'interni. In seguito studiò scenografia e disegno a Londra, presso la Central School of Arts and Crafts , completando la sua formazione  tra il 1937 e 1938. Lo stesso anno, tornò in Palestina dove lavorò come insegnante di inglese. Nel 1946 cominciò a lavorare come interprete simultaneo e protocollista di tribunale ai processi di Norimberga. La sua prima raccolta di racconti venne pubblicata nel 1952 con il titolo "Lieblose Legenden"; nel 1953 viene edito il suo primo romanzo intitolato "Paradies der falschen Vogel". 
Nel 1952 Wolfgang Hildesheimer sposa la pittrice Silvia Dillmann (1917-2014). Con il matrimonio, Wolfgang Hildesheimer acquisì due figlie del primo matrimonio di Silvia Dillmann, Inge e Christa. Dal 1957 Wolfgang Hildesheimer visse a Poschiavo in Svizzera ed elesse Urbino come seconda residenza. Nel 1977 venne pubblicato dopo anni di lungo lavoro il saggio biografico "Mozart". Quest'opera rese Wolfgang Hildesheimer famoso a livello internazionale. Nel 1981 venne pubblicata la biografia fittizia "Marbot" per cui ricevette il riconoscimento "Großen Literaturpreis" dell'Accademia di Belle Arti di Monaco. Tre anni dopo abbandonò la scrittura e si dedicò interamente alle arti visive. Da quel momento in poi lavorò come collagista. I suoi collage vennero esposti in diverse mostre importanti come quella di Mannheim, Hannover, Urbino e anche dopo la sua morte a Ponte di Valtellina. Le mostre più recenti ebbero luogo a Monaco (2013) e a Poschiavo (2014-2015).
È stato lettore di inglese al British Institute di Tel Aviv. Fu attivo scrittore e membro del gruppo 47 e dal 1970 fu membro ordinario dell'Accademia d'Arte di Berlino. Nel 1982 ottenne la cittadinanza onoraria di Poschiavo, dove trascorse gli ultimi anni della sua vita fino alla sua morte nel 1991.
Wolfgang Hildesheimer fu impegnato in molte questioni ambientali e sostenne diverse organizzazioni tra cui Greenpeace.

## Opere
- 1952 Lieblose Legenden. Racconti
- 1953 Das Ende kommt nie. Radiodramma
- 1953 Paradies der falschen Vögel. Romanzo
- 1953 Begegnung im Balkanexpreß. Radiodramma
- 1954 An den Ufern der Plotinitza. Radiodramma
- 1954 Prinzessin Turandot. Radiodramma
- 1955 Der Drachenthron. Commedia
- 1955 Das Opfer Helena. Radiodramma
- 1958 Pastorale oder Die Zeit für Kakao. Pièce teatrale
- 1959 Spiele in denen es dunkel wird. Trilogia di drammi
- 1960 Herrn Walsers Raben. Radiodramma
- 1960 Über das absurde Theater. Discorso
- 1961 Die Eroberung der Prinzessin Turandot. Pièce teatrale
- 1961 Die Verspätung. Pièce teatrale
- 1962 Vergebliche Aufzeichnungen. Prosa programmatica
- 1965 Tynset. Romanzo
- 1970 Mary Stuart. Pièce teatrale
- 1971 Zeiten in Cornwall
- 1973 Masante. Romanzo
- 1977 Mozart. Biografia. Traduzione italiana a cura di Donata Schwendimann Berra, Firenze, Sansoni 1979; poi Milano, Rizzoli 1982 e varie ristampe successive.
- 1981 Marbot. Eine Biographie. Biografia fittizia
- 1983 Mitteilungen an Max über den Stand der Dinge und anderes
- 1991 Gesammelte Werke in sieben Bänden. Raccolta di opere (sette volumi).